# SIKON ISAF 7
SIKON ISAF 7 je bil sedmi kontingent Slovenske vojske, ki je deloval v sklopu misije ISAF (od februarja do avgusta 2007) v Afganistanu.
Poveljnik kontingenta je bil major Tomaž Pavlič; nastanjeni so bili v Camp Arena (Herat, Afganistan).

## Zgodovina
Večina kontingenta je delovala v Campu Arena in v mestu Herat.

## Sestava
V kontingentu je delovalo 53 pripadnikov:
- 51 v Heratu in
- 2 na poveljstvu Isafa v Kabulu.